# Конопать
Конопа́ть (рос. Конопать, ерз. Конопать) — село у складі Старошайговського району Мордовії, Росія. Адміністративний центр Конопатського сільського поселення.
Населення — 274 особи (2010; 259 у 2002).
Національний склад (станом на 2002 рік):
- росіяни — 91 %